# Бедренец Теллунга
Бе́дренец Теллунга (лат. Pimpinella thellungiana) — многолетнее травянистое растение, вид рода Зонтичные (Apiaceae) семейства Зонтичные (Apiaceae).

## Распространение и экология
Ареал вида охватывает Восточную Сибирь (Даурия) и Дальний Восток.
Произрастает на лугах, иногда солонцеватых, на заброшенных пашнях, песчаных дюнах.

## Биологическое описание
Стеблей несколько, высотой 20—80 см, прямые, округлые, тонко бороздчатые, опушённые в нижней половине короткими, вниз направленными волосками, наверху немного ветвистые.
Прикорневые листья длиной 15—25 см, на длинных опушённых черешках, равных пластинке или вдвое длиннее; пластинка в очертании яйцевидно-продолговатая, перистая, с 3—5 парами первичных листочков; листочки сверху рассеянно, снизу более плотно опушённые курчавыми волосками, по краям ресничатые, продолговатые или почти округлые, к основанию клиновидно суженные, длиной около 2—3,5 см, шириной 1,5—2,5 см, яйцевидно-ланцетовидные, крупно зубчатые или лопастные или же перисто надрезанные. Стеблевые — сходны с прикорневыми, обладают более крупными листочками; самые верхние с недоразвитой пластинкой, сидячие на влагалищах.
Зонтики в поперечнике 2,5—6 см, с 12—15 нитевидными, голыми, почти одинаковыми по длине лучами, обёртка и обёрточки отсутствуют. Зонтички с 15—20 цветками, цветоножки волосовидные, голые. Лепестки обратно-сердцевидные, длиной около 1 мм, с загнутой внутрь узкой острой верхушкой, голые.
Плоды узкояйцевидный, длиной около 3 мм, подстолбие коротко-коническое, сразу переходящее в тонкие прямые слегка расходящиеся стлбики, рёбра нитевидные, ложбинки с тремя канальцами, на спайке — 4—6 канальцев.

## Таксономия
Вид Бедренец Теллунга входит в род Бедренец (Pimpinella) семейства Зонтичные (Apiaceae) порядка Зонтикоцветные (Apiales).
|  |                                      |  |                                                             |                                                             |                     |  | ещё 8 семейства (согласно Системе APG II) | ещё 8 семейства (согласно Системе APG II) |                       |  |  |  | ещё около 150 видов |
|  |                                      |  |                                                             |                                                             |                     |  | ещё 8 семейства (согласно Системе APG II) | ещё 8 семейства (согласно Системе APG II) |                       |  |  |  | ещё около 150 видов |
|  |                                      |  |                                                             | порядок Зонтикоцветные                                      |                     |  |                                           |                                           | род Бедренец          |  |  |  |                     |
|  |                                      |  |                                                             | порядок Зонтикоцветные                                      |                     |  |                                           |                                           | род Бедренец          |  |  |  |                     |
|  | отдел Цветковые, или Покрытосеменные |  |                                                             |                                                             | семейство Зонтичные |  |                                           |                                           | вид Бедренец Теллунга |  |  |  |                     |
|  | отдел Цветковые, или Покрытосеменные |  |                                                             |                                                             | семейство Зонтичные |  |                                           |                                           |                       |  |  |  |                     |
|  |                                      |  | ещё 44 порядка цветковых растений (согласно Системе APG II) | ещё 44 порядка цветковых растений (согласно Системе APG II) |                     |  |                                           | ещё более 300 родов                       | ещё более 300 родов   |  |  |  |                     |
|  |                                      |  |                                                             | ещё 44 порядка цветковых растений (согласно Системе APG II) |                     |  |                                           |                                           | ещё более 300 родов   |  |  |  |                     |